# Mike Lawler
Michael Vincent Lawler, detto Mike (Suffern, 9 settembre 1986), è un politico statunitense, membro della Camera dei Rappresentanti per lo stato di New York dal 2023.

## Biografia
Nato a Suffern in una famiglia italoamericana, mentre frequentava ancora il liceo, Lawler si recò in California per assistere al processo a Michael Jackson, dove venne allontanato dall'aula per aver borbottato qualcosa; si presentò inoltre ad una festa utilizzando il blackface in omaggio a Michael Jackson.
Frequentò il Manhattan College, conseguendo un Bachelor of Science in contabilità e finanza e venendo nominato valedictorian.
Lawler lavorò successivamente come partner della società di comunicazione politica Checkmate Strategies dal 2018 al 2022. Fu anche impiegato presso l'ufficio del dirigente della contea di Westchester e fu direttore esecutivo del Partito Repubblicano dello stato di New York. Rivestì inoltre la carica di vice supervisore della città di Orangetown.
Secondo il Westchester Journal News, Lawler fu anche socio di un'agenzia di consulenza che ricevette 4 milioni di dollari da un PAC durante la campagna elettorale di Donald Trump per le presidenziali del 2020. In precedenza era stato uno dei delegati di Trump nel 2016.
Nel 2020 si candidò per un seggio all'interno dell'Assemblea dello Stato di New York e venne eletto, sconfiggendo la democratica in carica Ellen Jaffee.
Nel 2022 si candidò alla Camera dei Rappresentanti sfidando il democratico in carica da cinque mandati Sean Patrick Maloney. Riuscì a sconfiggere Maloney con un margine molto ristretto, pari a circa lo 0,6%, approdando così al Congresso.
Nel mese di gennaio 2023, definì la condotta del collega George Santos come "imbarazzante e disdicevole" e ne richiese le dimissioni dalla Camera.
In occasione delle elezioni per la carica di presidente della Camera del 2023, Lawler sostenne la candidatura di Kevin McCarthy e, quando questi non riuscì ad essere eletto nei primi quattordici scrutini, Lawler invitò i colleghi all'unità definendo l'evento "una giornata triste per il popolo americano".
Pur avendo co-sponsorizzato la cosiddetta "Carta dei diritti dei genitori", fu uno dei cinque repubblicani a votare contro il disegno di legge, sostenendo che uno degli emendamenti fosse "andato troppo oltre" e precisando di aver promesso ai propri elettori che avrebbe votato "secondo la propria coscienza e non secondo il partito".
Mike Lawler è considerato dagli analisti politici un repubblicano moderato e centrista. Nel 2024 venne classificato come il quarto membro più bipartisan del Congresso dal Lugar Center e dalla McCourt School of Public Policy dell'Università di Georgetown. A livello ideologico, pur schierandosi contro l'aborto, si è opposto all'idea di vietarlo a livello federale.